# Planalto Putorana
O Planalto Putorana (em russo: плато Путорана) é um planalto basáltico, uma área montanhosa ao noroeste do Planalto Central Siberiano, e ao sul da península de Taimir, na Rússia. A montanha mais alta da região é o monte Kamen com 1 700 metros acima do nível do mar.
O planalto é composto por trapps siberianos. A cidade mais próxima é a cidade fechada de Norilsk. Nesta área há um dos maiores depósitos de níquel do mundo. O lago Vivi, centro geográfico da Rússia encontra-se no planalto.

## UNESCO
O planalto Putorana foi inscrito como Patrimônio Mundial da UNESCO por "possuir um conjunto completo de ecossistemas ártico e subártico em uma cadeia montanhosa isolada, incluindo taiga, tundra florestal, tundra e sistemas desérticos árticos, bem como sistemas de lagos e rios de água fria intocados"